# Konstantynów (województwo lubelskie)
Konstantynów – wieś gminna w Polsce położona w województwie lubelskim, w powiecie bialskim, w gminie Konstantynów. Leży na skrzyżowaniu dróg wojewódzkich nr 698 i nr 811 .
Dawniej Kozierady. W latach 1729–1870 Konstantynów był miastem; w 1729 roku położony był w ziemi mielnickiej województwa podlaskiego. Do 1932 roku istniał powiat konstantynowski z siedzibą w Janowie Podlaskim, a w latach 1952–1954 miejscowość była siedzibą gminy Zakanale. W latach 1975–1998 miejscowość administracyjnie należała do ówczesnego województwa bialskopodlaskiego.
Wieś jest sołectwem, siedzibą gminy Konstantynów.. Według Narodowego Spisu Powszechnego Ludności i Mieszkań z roku 2011 wieś miała 1519 mieszkańców.
| SIMC    | Nazwa         | Rodzaj    |
| ------- | ------------- | --------- |
| 1021814 | Czerwony Dwór | część wsi |
| 1022021 | Sztab         | część wsi |
| 1022044 | Zamieście     | część wsi |

Zamieście w wieku XIX było samodzielną wsią.

## Historia

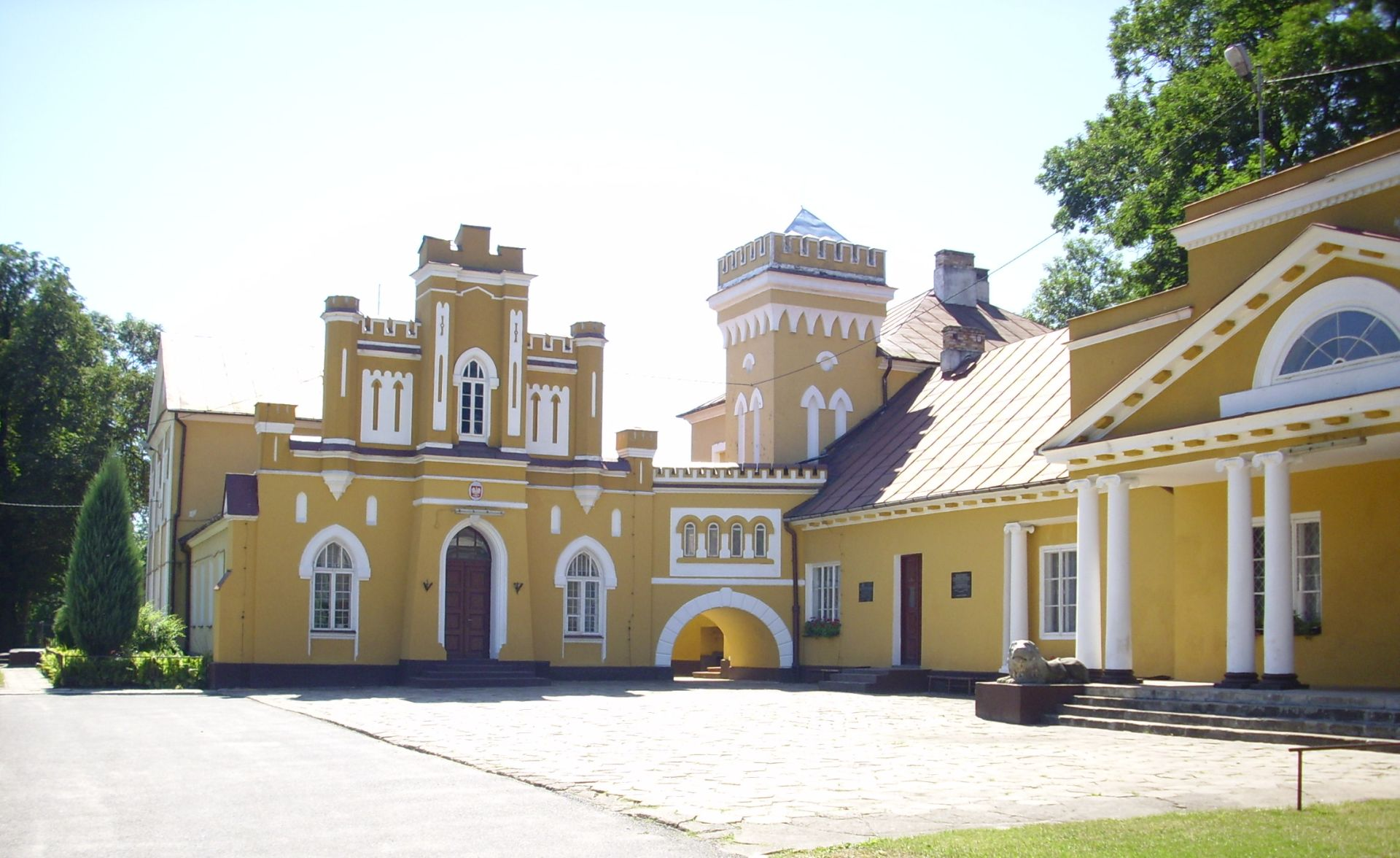
Pałac w Konstantynowie

Pierwsze wzmianki o Kozieradach pochodzą z roku 1452 – wtedy to Witold Aleksander i Jakub z Trzebini zakupili od szlachcica Świętosława majątek, który tenże otrzymał w spadku. Następnie miejscowość stanowiła własność rodu Bohowitynów Bohowitynowiczów, a potem kolejno książąt Szujskich i rodziny Sierzputowskich.
W 1616 roku dobra Kozierady kupił wojewoda podlaski Stanisław Warszycki. W 1617 roku zapisał je swoim bratankom Adamowi i Stanisławowi Warszyckim. W 1660 roku wieś była miejscem koncentracji wojsk polskich pod dowództwem Stefana Czarnieckiego przed wyprawą na wojnę moskiewską. W trakcie tego postoju doszło m.in. do pojedynku pomiędzy Janem Chryzostomem Paskiem a braćmi Nuczyńskimi i Marcjanem Jasińskim, co Jan Chryzostom Pasek opisał w swoich  Pamiętnikach.
W 1669 roku córka wojewody sandomierskiego Michała Warszyckiego, Teresa, wniosła część dóbr w wianie do małżeństwa z Janem Chryzostomem Pieniążkiem, wojewodą sieradzkim. Natomiast w 1700 roku córka Teresy z Warszyckich i Jana Pieniążków – Maria Kazimiera, wniosła je w posagu Karolowi Juliuszowi hr. Siedlnickiemu. W 1729 roku ich syn – Karol Józef Odrowąż Sedlnicki - zmienił nazwę miejscowości na Konstantynów na cześć swojej żony – Konstancji z Branickich i lokował tu miasto; ponadto wystarał się o przywilej urządzania jarmarków. W 1744 roku Karol Józef Odrowąż Sedlnicki wybudował tu pałac w stylu baroku saskiego otoczony parkiem.
Pod koniec XVIII wieku dobra konstantynowskie o powierzchni ponad 600 włók nabył ówczesny wojewoda podlaski Tomasz Walerian Aleksandrowicz i w rodzinie Aleksandrowiczów pozostały one do końca XIX wieku, gdy nabyli je Plater-Zyberkowie. Około 1840 roku pałac został przebudowany z inicjatywy Stanisława Aleksandrowicza pod kierunkiem prawdopodobnie Franciszka Jaszczołda w stylu neogotyku angielskiego wraz z rozległym angielskim parkiem krajobrazowym.
W 1869 roku miasteczko utraciło prawa miejskie podobnie jak wiele innych w Królestwie Polskim w ramach carskich represji za powstanie styczniowe. W 2 połowie XIX wieku powstały murowane zabudowania folwarczne, a w 1905 roku zabudowania administracji dóbr. W latach 1907–1909 z fundacji Stanisława Plater-Zyberka wzniesiono tu kościół parafialny pod wezwaniem św. Elżbiety w stylu neogotyckim, pierwszy w miejscowości, gdyż do tej pory istniała tu tylko cerkiew. Cerkiew konstantynowska wzmiankowana była już w XV wieku, ta zachowana obecnie pochodzi z 1834 roku, przebudowana w okresie międzywojennym na szkołę. W odległości około 1 km za miejscowością w Zakanalu znajduje się nieużywany cmentarz prawosławny z przełomu XIX i XX wieku.
Pod koniec XIX wieku Konstantynów był osadą targową mającą około 2000 mieszkańców. W latach 1867–1932 istniał powiat konstantynowski, początkowo w guberni siedleckiej, potem w województwie lubelskim, z siedzibą Janowie Podlaskim. Powiat został tak nazwany z uwagi na istniejący już powiat janowski z siedzibą w Janowie Lubelskim. W 1909 roku 85% spośród 2300 mieszkańców Konstantynowa stanowili Żydzi. Jedyną pamiątką po tej społeczności, zniszczonej w czasie II wojny światowej, jest tablica informacyjna znajdująca się w miejscu zniszczonego kirkutu, obok czynnego cmentarza katolickiego.
W centrum wsi znajduje się pomnik marszałka Józefa Piłsudskiego odsłonięty pierwotnie w okresie międzywojennym dla uczczenia pobytu marszałka w Konstantynowie, zrekonstruowany w roku 1995.
W latach 1952–1954 miejscowość była siedzibą gminy Zakanale, kiedy to w miejsce gmin utworzono gromady. W latach 1975–1998 miejscowość administracyjnie należała do ówczesnego województwa bialskopodlaskiego. W roku 1973 reaktywowano dawną gminę Zakanale pod nazwą gmina Konstantynów.

## Wspólnoty wyznaniowe
Kościół rzymskokatolicki:
- parafia pod wezwaniem św. Elżbiety Węgierskiej

- Świadkowie Jehowy:

- zbór

Kościół prawosławny:
- Prawosławni mieszkańcy należą do parafii św. Michała Archanioła w Nosowie.